# ビュー・ブローニュ
ビュー・ブローニュ（フランス語、Vieux Boulogne）とは、殺菌されていない牛乳と食塩を原料とする、フランス北部のパ＝ド＝カレー県のブローニュ＝シュル＝メールで生産されている、圧縮処理が行われていないチーズである。したがって、チーズとしては比較的柔らかく、水気の多い仕上がりとなる。臭気の強いチーズとしても知られている。

## 熟練職人によるビュー・ブローニュ
熟練した職人によって作られたビュー・ブローニュは、1辺が約11cmのほぼ正方形をしていて、厚さは4cm程度、重量は500g程に仕上げられる。しかし、その性状は均質ではなく、チーズの中央部ほど固いペースト状になっているのに対して、辺縁部ほど水気が多い。なお、ビュー・ブローニュは「ref-orange washed rind」と言う種類のチーズで、その製造工程にビールで洗う工程が含まれている。
ところで、このチーズは強いニオイがすることで有名である。2004年11月にイギリスに設置されている大学の1つのクランフィールド大学が、イギリス産とフランス産のチーズの中から15種類を選んで比較してみたところ、ビュー・ブローニュが1番強いニオイを有しているという結果が出た　なおフランスで公共の場で使う事が禁止されているエポワスというチーズをも上回った。
そして、2007年3月に、ニオイのセンサを用いて同様の比較をしてみても、同じ結果となった
。